# Jessica de Boer
Jessica de Boer (* 14. April 1993 in Rotterdam) ist eine niederländische Jazzmusikerin (Gesang, Komposition).

## Leben und Wirken
De Boer wuchs in Houten auf. Sie sang in Kirchenchören und Kirchenbands und ist vor allem mit Gospel- und Popmusik aufgewachsen. Als sich zeigte, dass sie eine Gesangsstimme hat, erhielt sie Gesangsunterricht und hatte erste Auftritte in der Gruppe ihrer Lehrerin Kinga Bán, einer in den Niederlanden bekannten Sängerin christlicher Musik. Sie studierte Pop- und Jazzgesang am Konservatorium von Utrecht, wo sie überhaupt erst vertraut mit Jazz wurde, aber 2019 mit Auszeichnung abschloss.
De Boer trat bereits beim North Sea Jazz Festival und (mit dem Matthew Herbert Brexit Bigband Choir) bei Jazz Middelheim sowie im Tivoli de Helling auf. Um ihre eigene Musik zu interpretieren, gründete sie ihr Jessica de Boer Quintet. Im Jahr 2019 erschien mit „Share“ ein erstes Lied. Ihr Debütalbum Grow, dessen neun Songs sie selbst geschrieben hat, wurde 2022 bei Challenge Records veröffentlicht. Ihr Gesang wirkt darauf „selbstsicher und gleichzeitig verspielt“.